# بيتر هيندلي
بيتر هيندلي (بالإنجليزية: Peter Hindley)‏ (19 مايو 1944 في المملكة المتحدة - 1 فبراير 2021) هو لاعب كرة قدم بريطاني في مركز الدفاع. لعب مع كوفنتري سيتي ونادي بيتربورو يونايتد ونادي بيرتن ألبيون ونوتينغهام فورست.

## وصلات خارجية
- بيتر هيندلي على موقع قاعدة بيانات كرة القدم.إي يو (الإنجليزية)